# Maison bulle

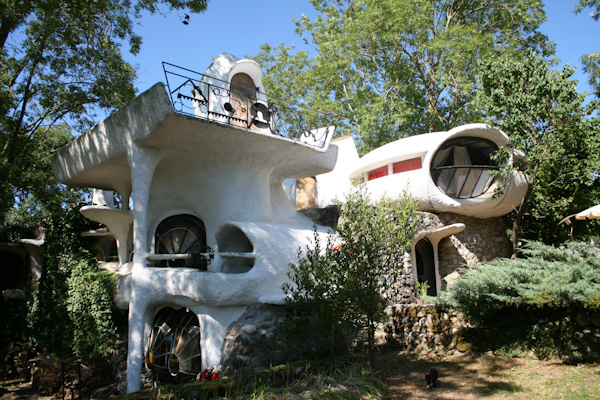
Maison bulle de Minzier réalisée par Claude Costy et Pascal Haüsermann

La « maison bulle » est un concept architectural datant des années 1960, il utilise principalement le voile de béton armé sans coffrage.

## Historique

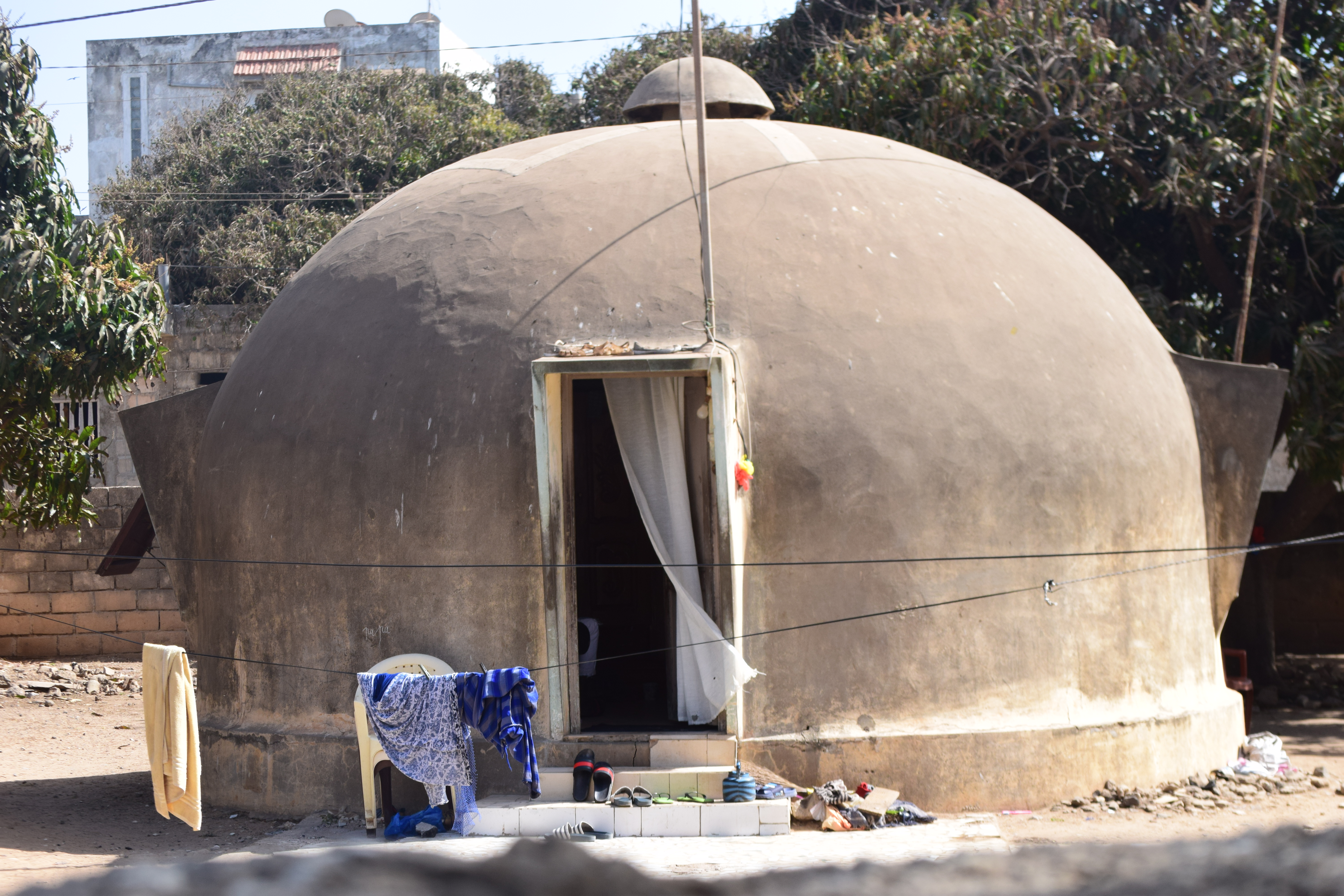
Maison bulle à Dakar, au Sénégal.

Le concept de la maison bulle est né d’un mouvement de contestation d’une nouvelle génération d’architectes, qui, à la fin des années 1950, rejette le Mouvement moderne et les logements collectifs stéréotypés rectilignes qui se multiplient après la Seconde Guerre mondiale. Pascal Häusermann, Claude Costy, Antti Lovag, Jean-Louis Chanéac… prônent la modularité en architecture et la libre expression de l'individu. Une ère de libération de la forme naît, avec comme modèle la maison en forme de bulle, qui rappelle que l’homme a connu aussi dans son histoire un habitat rond : les cavernes des premiers hommes, les igloos chez les esquimaux, les cases en Afrique… Ces architectes réalisent notamment : La Maison Bernard I, le palais Bulles de Pierre Cardin (ou maison Bernard II), la Maison Gaudet (ou maison du Rouréou), le motel de l'Eau Vive à Raon l'Etape dans les Vosges, la maison bulle, baptisé maison ruine, à Minzier, la maison Unal, la Maison d'Hélène et Christian Roux. Les difficultés pour obtenir les permis de construire entravent son expansion, mais son coût réduit contribue à sa pérennisation, il se construit régulièrement des maisons bulles en France.
Aux États-Unis, avant l'invention des maisons bulles, dans les années 1940, Wallace Neff avait construit des Bubble Houses (Litchfield Park, Arizona) (en) en utilisant un ballon gonflé sur lequel le béton était coulé, formant un dôme ellipsoïdal. Cette méthode de construction aussi appelée Goodyear Balloon Houses, est reprise en 1954 en Floride par Eliot Noyes pour deux autres Bubble Houses (Hobe Sound, Florida) (en). Nous ne connaissons pas de lien entre ces créations et le concept de maison bulle pour lequel le voile de béton armé offre de plus larges possibilités de réalisation. Il ne faut pas confondre les deux mouvements architecturaux.
Au Sénégal, 1200 maisons bulles - basées sur la technique de Wallace Neff - sont construites à Dakar pour répondre à la croissance démographique dans les années 1950. Il en resterait environ 200 en 2020.

## Techniques
Le voile de béton armé sans coffrage est inventé par Pascal Häusermann qui construisit pour son père, en 1959, la Villa le Dolmen, à Grilly, dans l'Ain. Le béton est posé à la main ou projeté et reste pris dans le ferraillage (agrémenté parfois de tissus ou de grilles métalliques). Ce procédé servira pour la plupart des maisons bulles, sa mise en œuvre sera surtout développée par Claude Costy puis par les différents auto-constructeurs.
Ce sont souvent des maisons auto-construites, comme la maison Unal en Ardèche ou la Maison Bulle Bioclimatique Enterrée à Montgivray dans l'Indre construite par Philippe Delage. Comme Joël Unal, ce dernier propose d'accompagner et former les auto-constructeurs.

## Référence architecturale
Certaines de ces maisons comme la Maison Gaudet, la Villa Roux, la Maison Butscher de Visan et la Maison Unal sont classées, inscrites au titre des monuments historiques.
La maison bulle est architecture organique car les réalisations sont en relation forte avec la nature, très intégrées à leur environnement. Mais elles se distinguent de l'architecture de Frank Lloyd Wright, par leurs formes rondes qui évoquent les organes biologiques et non les formes géométriques de l'architecture habituelle ou classique. L'attrait pour les courbes trouve son origine dans les constructions traditionnelles (huttes, cases, grottes), et les voutes résonnent avec de nombreux courants architecturaux anciens ou contemporains.
Comme les techniques utilisées permettent des formes libres, la maison bulle appartient au courant architecture sculpture analysé par Michel Ragon. Il relève d'une « nouvelle naturalité » pour Jacques Couëlle ou est un « nouveau baroquisme » selon les termes de Michel Ragon.
Ce type d'habitat est précurseur de la Blob architecture, il eut de rares déclinaisons dans des équipements publics (salle polyvalente et école maternelle à Douvaine), un hôtel (Motel l'Eau Vive) et inspira la maison des Barbapapa.

## Exemples
- Maison Gaudet à Tourrette-sur-Loup[14].
- Maison Bernard de Pierre Bernard situé à Théoule-sur-mer[14].
- Palais Bulles de Pierre Cardin situé à Théoule-sur-mer.
- Maison Unal à Labeaume en Ardèche.
- Village de vacances « Renouveau » à Beg Meil, d'Henri Mouette et Pierre Székely, 1968, labélisé « Patrimoine du XXe siècle »[15].
- maison bulles de Daniel Bord à Festes-et-Saint-André.
- Maison bulle à Fleurus, en Belgique.

## Liaisons externes
- « Architecture3D.org », sur architecture3d.org (consulté le 21 avril 2023)